# Шевцов, Николай Степанович
Никола́й Степа́нович Шевцо́в (1895, Новочеркасское, Оренбургская губерния, Российская империя — 1974, Москва, СССР) — советский учёный, профессор, ректор Иркутского государственного университета (1935—1945).

## Биография
Родился в 1895 г. в с. Ново-Черкасское Оренбургской губернии в семье рабочего. Работал мальчиком-чернорабочим, поступил учиться в Институт красной профессуры, после — в Московский физический институт. С ноября 1935 по май 1945 года — ректор, профессор Иркутского госуниверситета.
При нём в ИГУ открылась аспирантура с правом на присуждение учёных степеней кандидата наук.
В 1945 году переехал в Москву, где работал начальником Управления преподавания общественных наук Министерства высшего и среднего специального образования СССР, принимал участие в методической работе: разработке учебных пособий для вузов. Выступал с лекциями по историко-партийной проблематике в университетах Праги, Берлина, за что был награждён Серебряной медалью ВДНХ. С 1949 по 1974 год возглавлял кафедру истории партии естественных факультетов Московского университета им. М. В. Ломоносова.

## Признание и награды
- Заслуженный деятель науки СССР;
- Орден Октябрьской Революции;
- два ордена Трудового Красного Знамени;
- два ордена «Знак Почёта»;
- девять медалей;
- знак «Отличник высшей школы»;
- Серебряная медаль ВДНХ[1].